# Масеру
Ма́серу — столиця (з 1966) держави Лесото, центр однойменного району. Стоїть на річці Каледон, на межі з ПАР. Масеру є єдиним великим містом Лесото, з населенням 227 880 (станом на 2006 рік). Місто було засноване 1869 року як поліцейський табір і набуло статусу столиці після того, як країна стала британським протекторатом Басутоленд у тому ж році. Коли держава здобула незалежність у 1966, Масеру зберіг свій статус. Назва міста є словом мови сесото, що означає «місце червоного пісковика».
Місто є транспортним вузлом, залізничною гілкою пов'язане з ПАР. Є міжнародний аеропорт. Населення — 227 880 жителів (2006).
Масеру — головний економічний і культурний центр країни.

## Економіка
Харчові підприємства, оброблювальна, сільськогосподарська промисловість. Обробка сільськогосподарської сировини, виробництво одягу.

## Транспорт

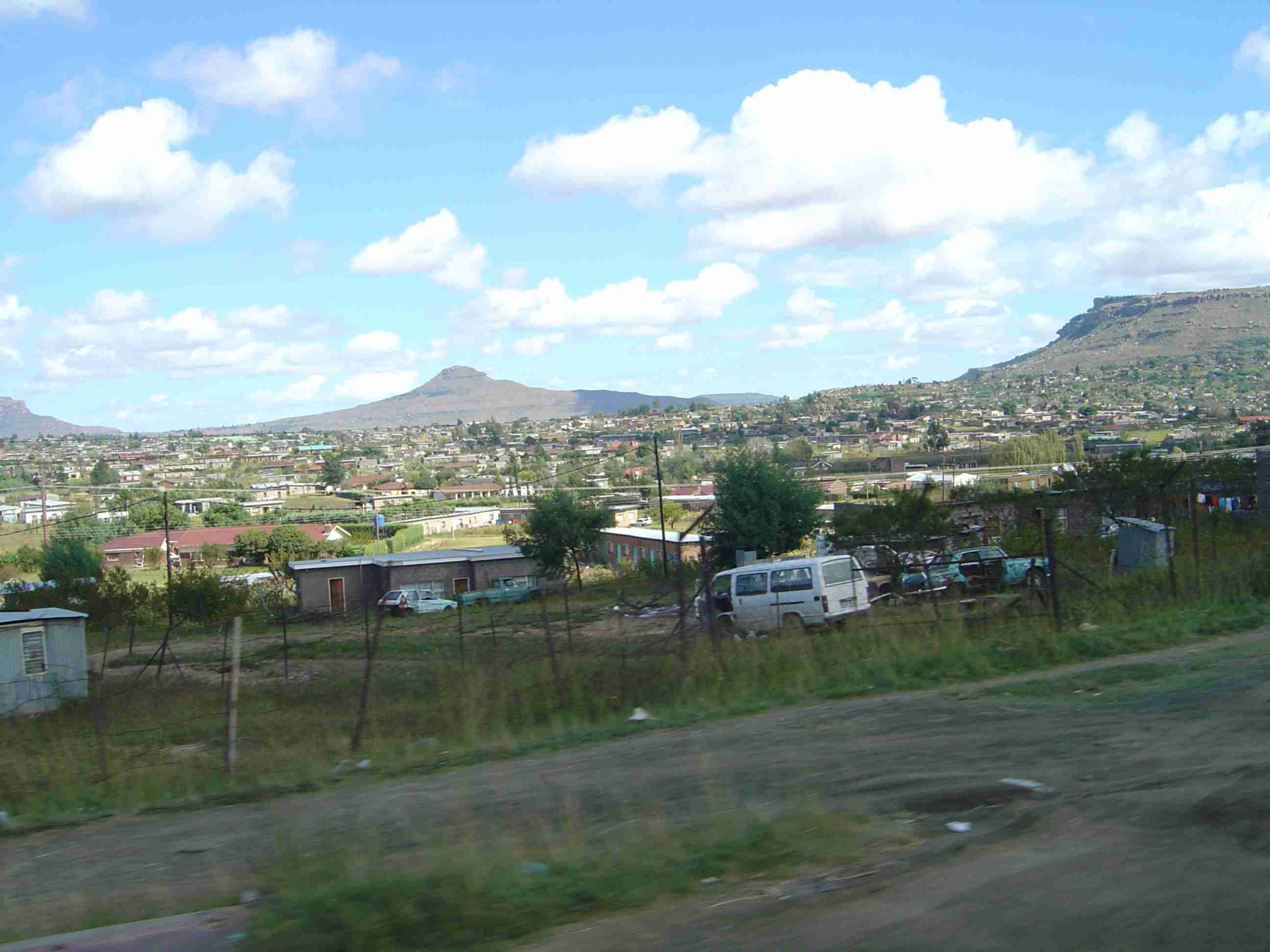
Вид з головної дороги на південь Масеру

Залізниця й міст, побудовані 1905 року, перетинають річку Мокохаре та поєднують північний комерційний район міста з містом Марсель у ПАР, і далі залізниця йде до Блумфонтейна. Ця залізниця довжиною 2600 м є єдиною в державі.
Кінгсвей, дорога, яка йде від королівського палацу до військового аеропорту, була першою заасфальтованою дорогою в Лесото, раніше була звичайною стежкою. Реставрована 1947 року до візиту членів британської королівської родини. Вона залишалася єдиною заасфальтованою дорогою до здобуття країною незалежності в 1966 році. З Масеру виходять дві головні дороги, Перша головна північна (англ. Main North 1) до північного сходу та Перша головна південна (англ. Main South 1) до південного сходу в напрямку до Мазенода та Роми. Південно-африканська дорога N8 веде від мосту Масеру на захід у напрямку Ледібренда та Блумфонтейна.
Міжнародний аеропорт знаходиться неподалік в Мазеноді. Національний університет Лесото знаходиться в Ромі, за 32 кілометри від Масеру.

## Спорт
У Масеру розташований універсальний стадіон Сетсото, який є національним стадіоном Лесото. Він вміщує від 20 000 до 25 000 осіб. Стадіон переважно використовується для проведення футбольних матчів і тут базується національна футбольна команда Лесото. Також на стадіоні проводяться змагання з легкої атлетики.
Більшість команд, які грають в Прем'єр-лізі Лесото, базуються в Масеру. Найуспішнішими з них є футбольний клуб «Матлама» і футбольна команда Сил оборони Лесото.

## Клімат
Масеру знаходиться в зоні морського клімату з теплим дощовим літом і прохолодною сухою зимою (Cwb за класифікацією кліматів Кеппена). Середньодобова температура протягом літа, з грудня по березень, становить 22 °C. Взимку, з червня по вересень, середня температура становить 9 °C. Найспекотніший місяць — січень (температура варіюється від 15 до 33 °C). Протягом найхолоднішого місяця, липня, температура варіюється від -3 до 17 °C. Середня кількість опадів — від 3 мм у липні до 111 мм у січні
.
| Клімат Масеру (1931–1960)                  | Клімат Масеру (1931–1960) | Клімат Масеру (1931–1960) | Клімат Масеру (1931–1960) | Клімат Масеру (1931–1960) | Клімат Масеру (1931–1960) | Клімат Масеру (1931–1960) | Клімат Масеру (1931–1960) | Клімат Масеру (1931–1960) | Клімат Масеру (1931–1960) | Клімат Масеру (1931–1960) | Клімат Масеру (1931–1960) | Клімат Масеру (1931–1960) | Клімат Масеру (1931–1960) |
| Показник                                   | Січ.                      | Лют.                      | Бер.                      | Квіт.                     | Трав.                     | Черв.                     | Лип.                      | Серп.                     | Вер.                      | Жовт.                     | Лист.                     | Груд.                     | Рік                       |
| Середній максимум, °C                      | 28                        | 27                        | 25                        | 21                        | 18                        | 15                        | 16                        | 19                        | 23                        | 24                        | 26                        | 28                        | 28                        |
| Середній мінімум, °C                       | 14                        | 14                        | 12                        | 8                         | 3                         | 0                         | −1                        | 2                         | 6                         | 9                         | 12                        | 13                        | 8                         |
| Середня кількість сонячних годин на місяць | 287                       | 263                       | 259                       | 241                       | 247                       | 232                       | 254                       | 279                       | 278                       | 276                       | 279                       | 307                       | 3202                      |
| Норма опадів, мм                           | 114                       | 89                        | 96                        | 67                        | 29                        | 12                        | 14                        | 15                        | 19                        | 63                        | 80                        | 93                        | 691                       |
| Днів з опадами                             | 13                        | 10                        | 11                        | 8                         | 6                         | 3                         | 3                         | 3                         | 3                         | 8                         | 10                        | 10                        | 88                        |
| Вологість повітря, %                       | 37                        | 42                        | 43                        | 42                        | 38                        | 35                        | 32                        | 27                        | 24                        | 30                        | 34                        | 35                        | 35                        |
| ------------------------------------------ | ------------------------- | ------------------------- | ------------------------- | ------------------------- | ------------------------- | ------------------------- | ------------------------- | ------------------------- | ------------------------- | ------------------------- | ------------------------- | ------------------------- | ------------------------- |
| Джерело: Danish Meteorological Institute   |                           |                           |                           |                           |                           |                           |                           |                           |                           |                           |                           |                           |                           |

## Місто-побратим
- Остін  США

## Галерея

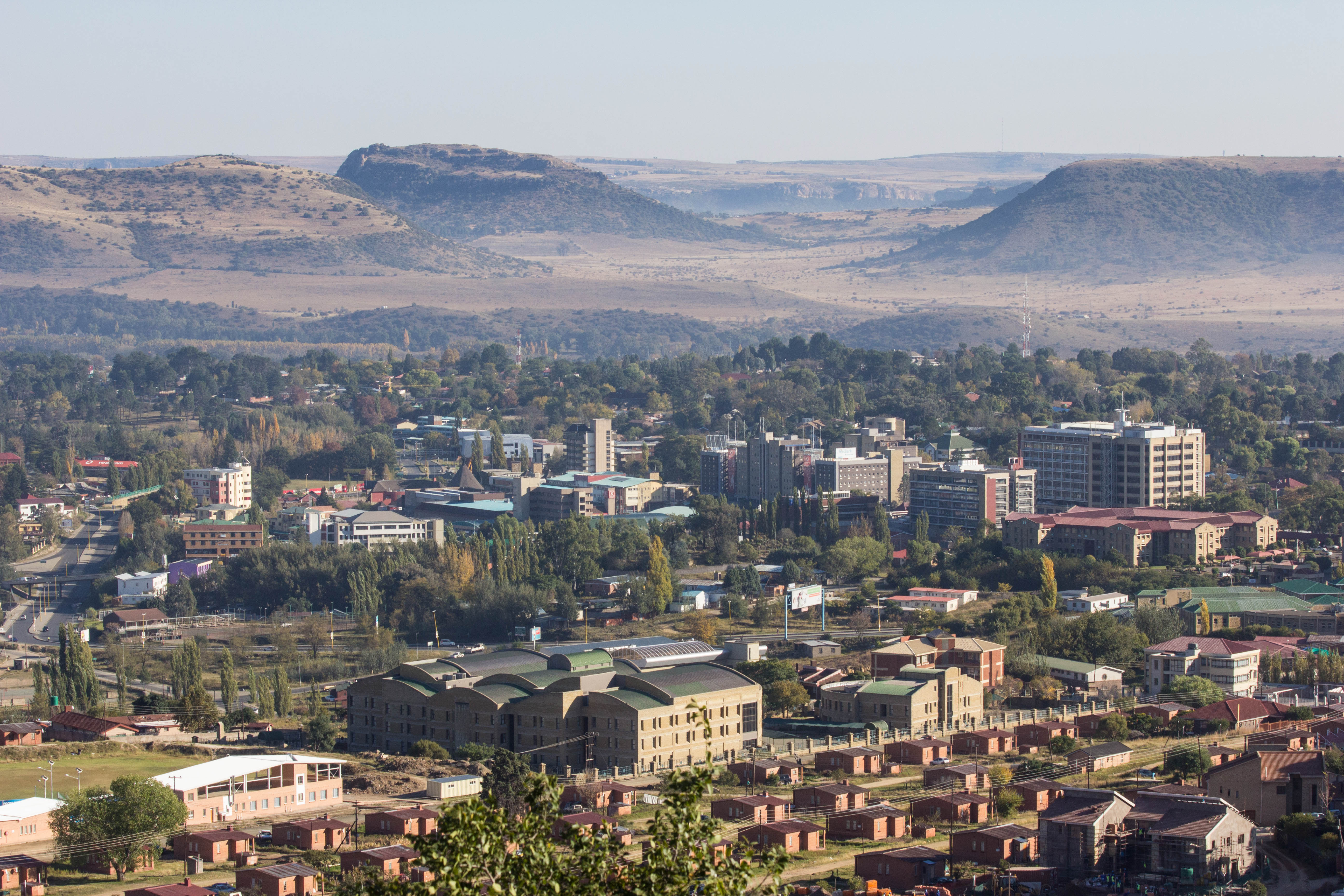
Вид на Масеру з Парламентського пагорба
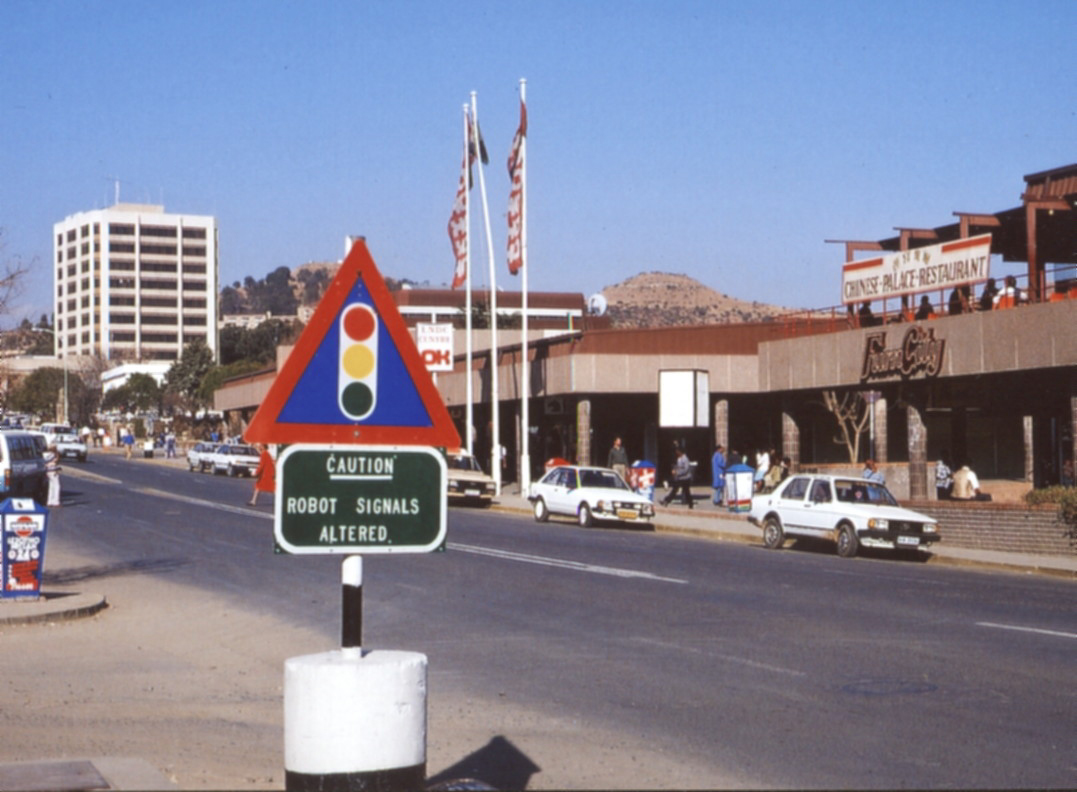
Вулиця в Масеру
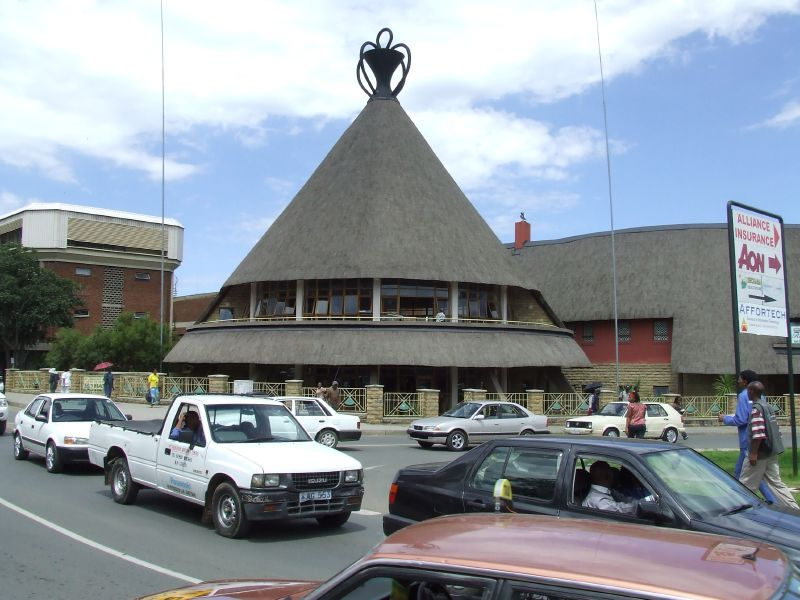
Магазин сувенірів, побудований у формі традиційного капелюха басото
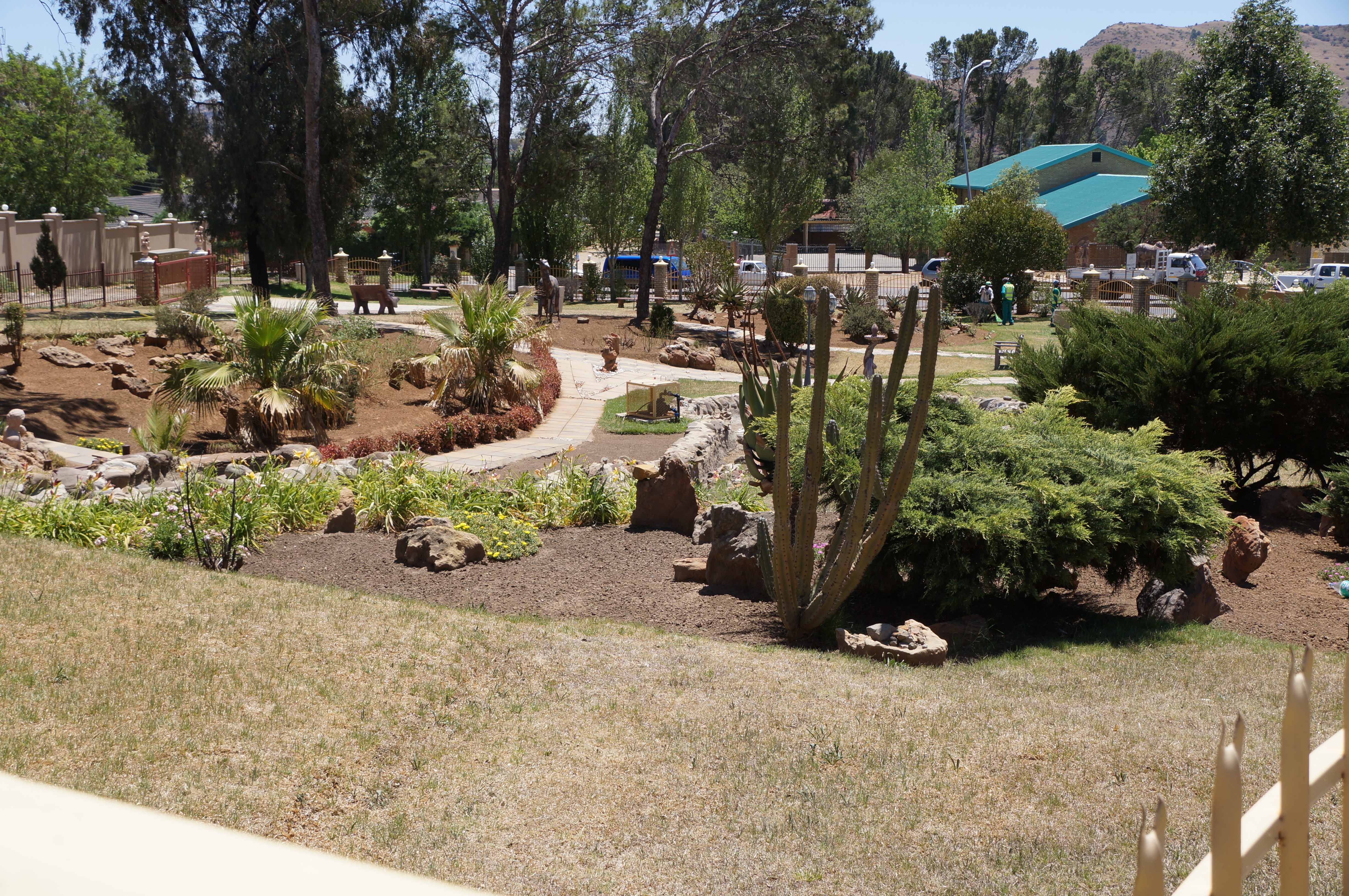
Парк
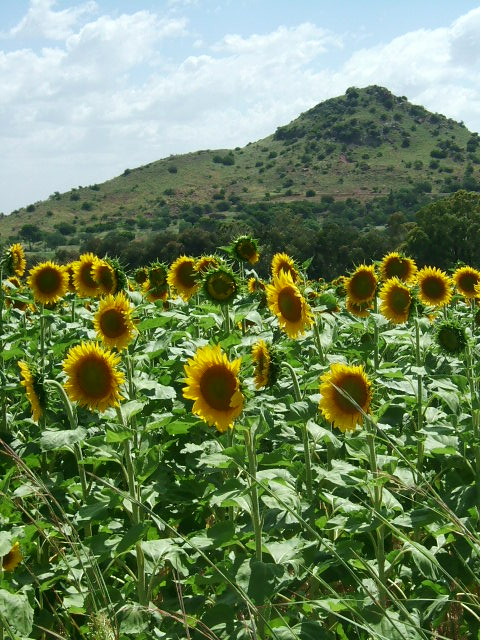
Соняшники